# Braffais
Braffais är en kommun i departementet Manche i regionen Normandie i norra Frankrike. Kommunen ligger i kantonen Brécey som tillhör arrondissementet Avranches. År 2013 hade Braffais 192 invånare.

## Befolkningsutveckling
Antalet invånare i kommunen Braffais
| Referens: INSEE |